# Aytek Gürkan
Aytek Gürkan (Istanbul, 24 novembre 1957) è un ex cestista turco.

## Carriera
Con la Turchia ha disputato i Campionati europei del 1981.

## Palmarès
- Campionato turco: 3

Efes Pilsen: 1978-79, 1982-83, 1983-84